# Поляна (Баштанський район)
Поляна — селище в Україні, у Широківській сільській громаді Баштанського району Миколаївської області. Населення становить 477 осіб.